# Panomik
Panomik (von griechisch Pan ‚alles‘ und -omik) bezeichnet die systembiologische Verwendung von Daten aus verschiedenen Bereichen wie Genetik, der Transkriptomik, der Proteomik und der Metabolomik. Sie spielt besonders in der personalisierten Onkologie und der personalisierten Medizin im Allgemeinen eine Rolle. Als jüngste Ergänzung kam die Metabolomik hinzu.
Als Beginn der Verwendung von Panomik und damit auch von Big Data in der Biologie gelten Studien in den 1990ern über Genexpression und Polymorphismen.
Die American Society of Clinical Oncology (ASCO) definiert Panomik als:

“the interaction of all biological functions within a cell and with other body functions, combining data collected by targeted tests … and global assays (such as genome sequencing) with other patient-specific information.”

„die Interaktion aller biologischen Funktionen innerhalb einer Zelle und mit anderen Körperfunktionen, das Kombinieren von Datenerfassung von gezielten Tests […] und globalen Projekten […] mit anderen patientenspezifischen Informationen“